# Alphonse de Lamartine

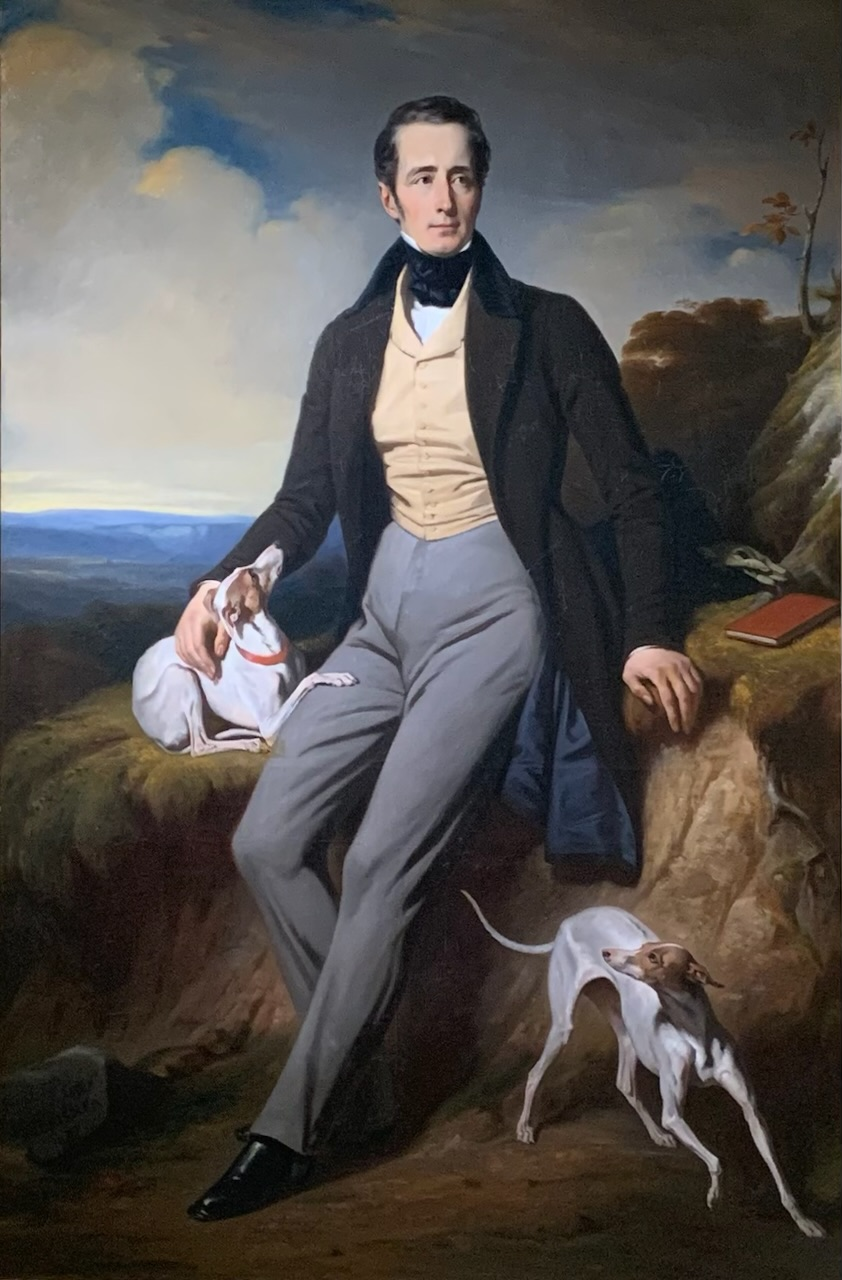
Alphonse de Lamartine door Henri Decaisne

Alphonse Marie Louis de Prat de Lamartine (Mâcon, 21 oktober 1790 – Parijs, 28 februari 1869) was een Frans dichter, historicus en staatsman.

## Biografie

### Jeugd
Lamartine werd geboren in de Rue des Ursulines in Mâcon in een Franse katholieke en royalistische familie uit de plattelandsadel. Zijn vader was een militair. Hij had een gelukkige jeugd die hij vanaf 1797 doorbracht op het buitengoed van zijn ouders in Milly. Tijdens zijn vroege jeugd werd hij door zijn moeder onderwezen. Tijdens zijn middelbare studies zat hij op internaat bij de jezuïeten aan het college van de "Pères de la Foi" te Belley, tot 1809, waar hij zich weinig gelukkig voelde. Na zijn studies keerde hij terug naar Milly en bracht hij er enkele jaren (tijdens het Eerste Franse Keizerrijk) door met lezen en dromen in een soort van cultureel nietsdoen. Hij weigerde ook Napoleon te dienen omdat hij deze beschouwde als een usurpator.

### Reis naar Italië en eerste literaire stappen
In 1811 reisde Lamartine naar Italië, waar hij ongeveer twee jaar verbleef. Hij maakte er kennis met een Napolitaans meisje, Antoniella, die een diepe indruk op hem zal nalaten. Later zou zij in Lamartines Confidences worden vernoemd onder de naam Graziella. Bij de terugkeer van de Bourbons op de Franse troon sloot Lamartine zich in 1814 aan bij de Garde du corps en vergezelde Lodewijk XVIII tijdens de Honderd Dagen. Lamartine zocht eerst toevlucht in Zwitserland en ging vervolgens voor een gezondheidskuur naar Aix-les-Bains, waar hij in 1816 kennis maakte met Julie Charles, de vrouw van een beroemd fysicus. Hij werd verliefd op haar en zij zou gedeeltelijk de inspiratie zijn achter zijn roeping als dichter. Julie Charles was echter ernstig ziek en was niet meer te Aix toen Lamartine er een jaar later terugkeerde. Zij zou in december 1817 overlijden, waarna Lamartine tijdens de jaren 1818-19 nog enkele reizen maakte in Zwitserland, Italië en Savoie. Lamartine was zeer aangeslagen door de dood van zijn geliefde en zou Julie onder de naam Elvire een plaats geven in zijn eerste dichtbundel Méditations poétiques, uitgegeven in maart 1820. In die bundel staat ook het gedicht Le Lac, waarschijnlijk het meest bekende gedicht van Lamartine, dat eveneens op zijn liefdesrelatie met Julie Charles en haar overlijden geïnspireerd zou zijn. Zijn eerste dichtbundel was een succes en maakte Lamartine meteen populair.

### Politieke loopbaan
In juni van het jaar 1820 trouwde Lamartine met een Engelse, Marianne Birch, en trad hij in diplomatieke dienst. Hij vertrok naar Italië om er op de Franse ambassade te werken. In die hoedanigheid verbleef hij onder meer in Napels, Florence en Rome. In 1823 publiceerde hij twee werken: Nouvelles Méditations poétiques en La Mort de Socrate. Ter gelegenheid van de kroning van Karel X in 1824 schreef Lamartine een gedicht en de koning beloonde hem daarop met een benoeming in het Franse Legioen van Eer. In 1825 publiceerde hij Le Dernier Chant du pèlerinage de Childe Harold. Ten gevolge van een zin in dat werk was Lamartine trouwens gedwongen een duel uit te vechten met een Italiaans officier, kolonel Pepe, waarin Lamartine gewond raakte.

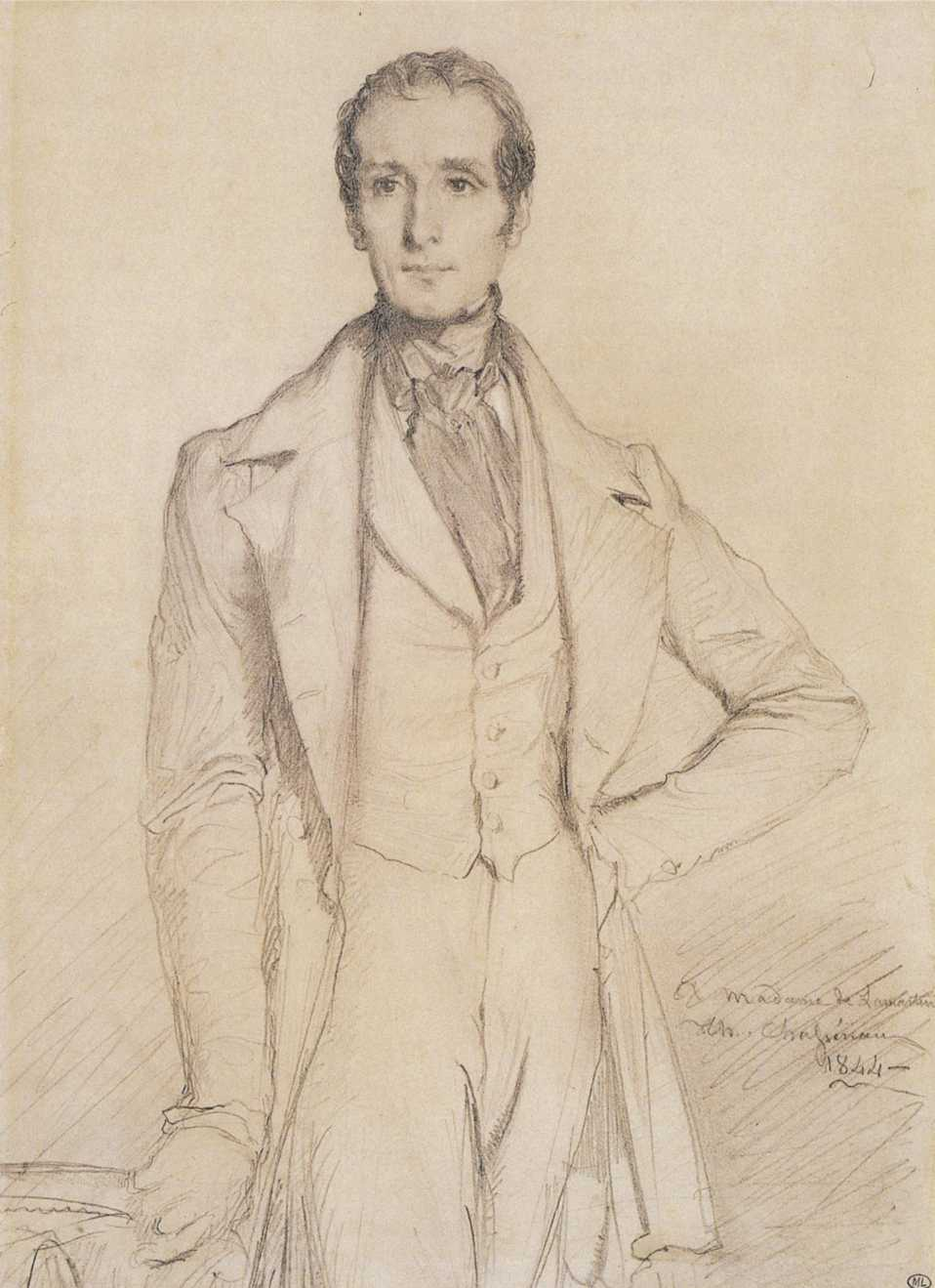
Alphonse de Lamartine by Théodore Chassériau

In 1829 verliet hij Florence en Italië en ging op een speciale missie naar prins Leopold van Saksen-Coburg, nadat hij een post in de regering-Polignac had geweigerd. In november van datzelfde jaar werd hij ook verkozen tot de Académie française. In 1830 verscheen zijn bundel Harmonies poétiques et religieuses. 1830 was ook het jaar van de Julirevolutie in Frankrijk. Lamartine verbleef toen in Zwitserland. Hij nam geen deel aan het politieke leven en weigerde zijn diplomatieke dienst voort te zetten onder de nieuwe regering. In 1832 vertrok hij met zijn vrouw en dochter naar het Heilig Land. Lamartine had zich in die periode immers afgezet van het al te formele katholicisme en neigde naar de ideeën van Lamennais. De reis naar Palestina was dus bedoeld om zijn trouw aan de Kerk te verdiepen. De reis had echter niet het verhoopte resultaat. Door het bezoek aan het Heilig Graf en de dood van zijn dochter Julia in Beiroet gaf Lamartine de godsdienstige praktijk helemaal op.
De breuk met de Kerk was echter niet compleet: Lamartine geloofde nog in God, maar dan wel in een ontoegankelijke God en de verlossende kracht van het lijden dat deze de mens oplegt. Zijn ervaringen en ideeën van deze reis schreef hij neer in Voyage en Orient (1835) en in twee andere werken, nl. Jocelyn (1836) en La Chute d’un ange (1838). Toen hij nog in het Midden-Oosten was, kreeg Lamartine het bericht dat hij verkozen was als volksvertegenwoordiger in het kiesdistrict Sint-Winoksbergen in het Noorderdepartement. Hij reisde via Turkije en Duitsland terug naar Frankrijk en hield zijn eerste toespraak in het begin van 1834. Onder de regering Guizot ging hij in de oppositie. Zijn voornaamste strijdpunten waren de afschaffing van de slavernij en de doodstraf. In de tussentijd had hij in 1839 zijn bundel Recueillements poétiques en in 1847 een historisch werk, Histoire des Girondins, uitgebracht. Dit laatste werk was zijn grootste werk in proza en maakte van de girondijnen een lichtend voorbeeld.

### Lamartine als staatshoofd
Lamartine speelde een belangrijke rol tijdens de Februarirevolutie in 1848 en was een van de eersten om een voorlopige regering uit te roepen. In die regering kreeg hij de post van minister van Buitenlandse Zaken (die hij uitoefende van 24 februari tot 11 mei) en keerde hij zich tegen Louis-Eugène Cavaignac. Daarna werd hij verkozen als een van de vijf leden van het Uitvoerend Comité en werd zo gedurende enkele weken een van de belangrijkste politici in Europa. Lamartine had nog succesvol het oproer in mei 1848 weten te onderdrukken, maar de onlusten in juni werden hem op politiek vlak fataal en hij verloor veel van zijn prestige. Cavaignac, die de onlusten gewapenderhand had onderdrukt, nam op 28 juni de leiding over het Uitvoerend Comité over. In december 1848 deed Lamartine een gooi naar het presidentschap, maar het draaide uit op een grote nederlaag. Lamartine haalt slechts 17.910 stemmen tegen ongeveer een miljoen voor Cavaignac en vijf en een half miljoen voor de winnaar, de latere Napoleon III. Dit povere resultaat had onder andere te maken met het feit dat Lamartine had gebroken met de adel, de klasse waaruit hij afkomstig was, door als volksvertegenwoordiger te protesteren tegen de coalitie van het kapitaal en onrechtmatige rijkdom. De staatsgreep die Napoleon III in 1851 zou plegen, betekende het definitieve einde van Lamartines politieke loopbaan.

### Bescheiden levenseinde

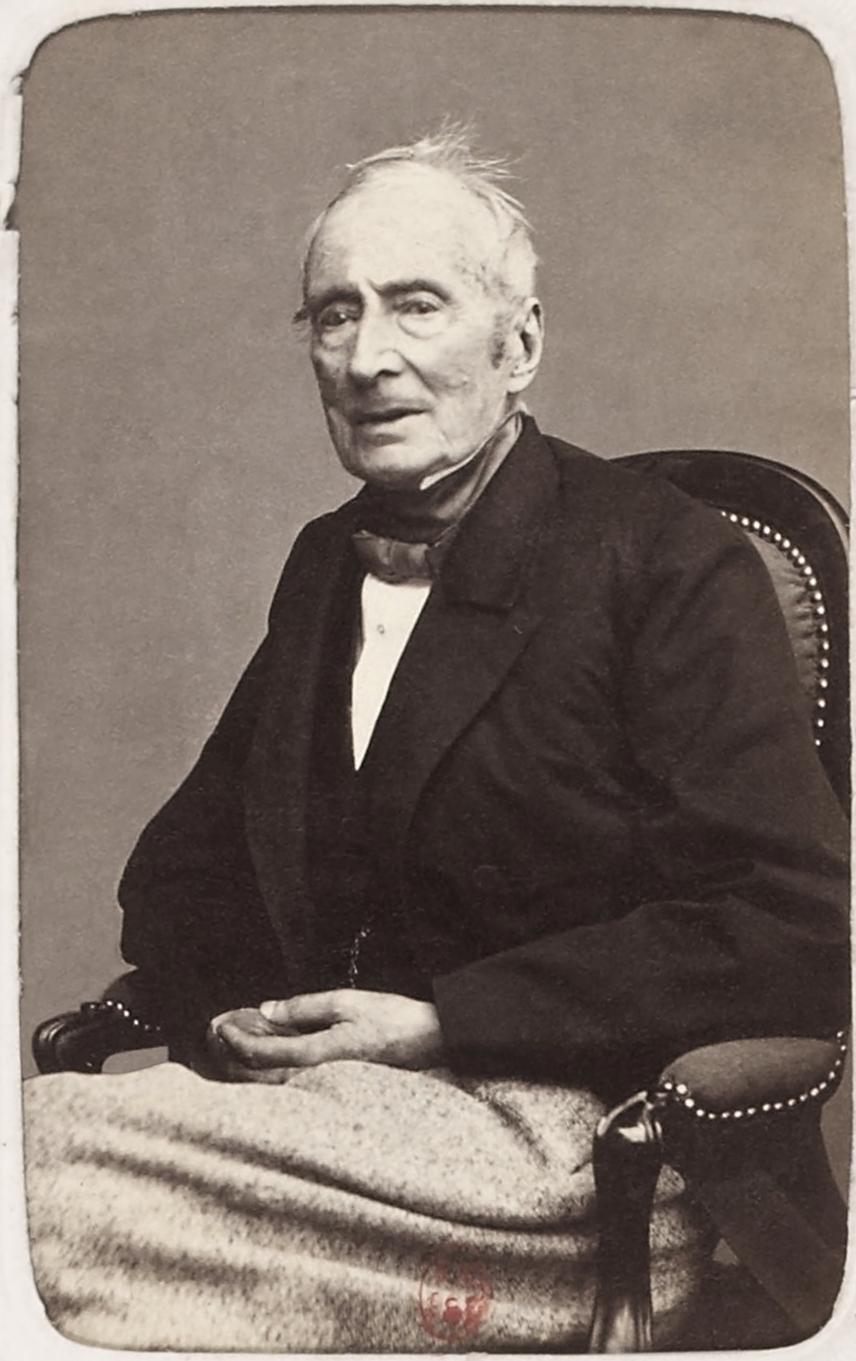
Alphonse de Lamartine, ca.1865

Lamartine was nooit een rijk man geweest, zijn ouderlijk huis in Mâcon had hij al in 1847 moeten verkopen, en tijdens zijn korte periode aan het hoofd van de Franse staat had hij grote schulden gemaakt. Die schulden probeerde hij af te lossen door zich te storten op zijn literaire werk. Zijn "literaire dwangarbeid" deed hem in vlug tempo verschillende soorten historische, politieke en literaire werken publiceren die vaak passie en kwaliteit ontbeerden. In 1849 verschenen Les Confidences (in La Presse) en Raphaël, pages de la vingtième année en in 1851 Geneviève, histoire d’une servante en Le tailleur de pierres de Saint-Pierre. Daarbij kwamen nog een aantal historische werken zoals de Geschiedenis van Turkije en de Geschiedenis van Rusland. Vanaf 1856 (en tot aan zijn dood) verscheen in maandelijkse afleveringen ook zijn Cours familier de littérature, waarin onder andere het gedicht La Vigne et la Maison (1856-57) te vinden is, dat geschreven is naar aanleiding van de gedwongen verkoop van zijn familiedomein te Milly en dat men kan beschouwen als zijn testament, zowel als dichter als als mens. Lamartine leefde afwisselend in Parijs en in zijn bescheiden kasteel van Saint-Pont, dat hij van zijn vader had geërfd. Lamartines vrouw stierf in 1863, hijzelf zes jaar later, op 28 februari 1869.

## Literaire betekenis
Lamartine verscheen op het Franse literaire toneel op een moment dat dit bijna volledig leeg was. De schrijvers die onder het Empire gesteund waren, konden niemand echt bekoren, Madame de Staël was overleden en Chateaubriand was nog vrij klassiek ingesteld en had geen grote revolutie teweeggebracht.
Lamartine wordt algemeen aanzien als de vader van de Franse Romantiek. Hij zette de eerste stappen tot de volledige bloei van de Romantiek in Frankrijk, gebruik makend van verschillende invloeden die hij in zijn werken verwerkte. Zo combineerde hij de hernieuwde interesse voor het katholicisme van Louis de Bonald en Joseph de Maistre, de aanbidding van de natuur van Rousseau en Bernardin de Saint-Pierre, het sentimentalisme van Madame de Staël, de interesse voor de Middeleeuwen van Chateaubriand en Scott en de mal du siècle van Chateaubriand en Byron. Deze mengeling kwam als zeer vernieuwend over voor zijn tijdgenoten, zo nieuw zelfs dat wordt verteld dat een uitgever zijn eerste bundel Les Méditiations poétiques weigerde omdat deze niet in lijn was met de gevestigde waarden.
Les Méditations poétiques wordt door velen beschouwd als het begin van de Romantiek in Frankrijk en was een groot succes, maar toch is het niet zo vernieuwend als men zou denken. Thematisch noch formeel is het werk innovatief. De taal is vrij traditioneel (vage uitdrukkingen, verouderde metaforen, …). Ook de protesthouding die typisch is voor vele romantici vinden we niet terug bij Lamartine. De vernieuwing ligt in de combinatie die Lamartine maakt van de verschillende invloeden die hij heeft ondergaan. De originaliteit zit vooral in de lyriek waarin de dichter zich openhartig uitdrukt.

Een van de bekendste gedichten van Lamartine komt uit deze bundel: Le Lac. Het gedicht is geïnspireerd door zijn verhouding met en het overlijden van zijn minnares Julie Charles. In het gedicht klaagt Lamartine over de meedogenloze kracht van de tijd en vraagt hij tegelijkertijd aan de tijd om zijn passie voor eeuwig te bewaren. Vernieuwend worden hier de thema’s dood en herinnering gecombineerd met een zeker natuurgevoel. Zo legt Lamartine ook de basis voor een van de belangrijke dichtvormen in de Romantiek, de elegie.
Les Harmonies poétiques et religieuses is van meer filosofische inslag. Het betreft hier eigenlijk een reeks van moderne psalmen, waarin Lamartine zijn christelijke idealisme plaatst tegenover Byrons atheïsme. Verder geeft hij aan zijn poëzie ook een sociale en politieke dimensie, omdat hij deze wil laten bijdragen tot zijn ideaal van sociale vooruitgang. De parallel tussen zijn literaire politieke idealisme en zijn eigen politieke carrière is evident.
Ook in zijn epos Jocelyn, dat niet echt een succes was, vinden we deze elementen terug. Lamartine combineert intimiteitslyriek met politieke en religieuze ideeën. Ook hier vinden we een nog vrij traditionele woordkeuze, maar weet hij te vernieuwen via de vorm, door even en oneven verzen af te wisselen en verschillende strofevormen te gebruiken. Lamartine speelt met klanken en ritmes en weet zo zijn ideeën op een nieuwe manier uit te drukken. Lamartine vermag zo een grote muzikaliteit, die typisch is voor zijn werken, te creëren. Théophile Gautier noemde Lamartine niet voor niets "le plus grand musicien de la langue française" (de grootste musicus van de Franse taal).
Desondanks is Lamartine eerder een dichter die vernieuwend was door de combinatie van de vele invloeden die hijzelf op literair vlak onderging dan op het vlak van de thematiek en de vorm. Men kan tevens opmerken dat Lamartines gedichten veelal op eenzelfde stramien gebaseerd zijn en dat elk gedicht als typisch kan worden gezien voor zijn poëzie. Het was vooral de vermenging van een soort echte en eerlijke innerlijkheid met de liefdesthematiek en met zijn christelijk idealisme dat als nieuw werd ervaren door zijn tijdgenoten. Lamartine bewees ook dat elegieën en intimistische literatuur niet ontdaan hoeven te zijn van sociale en politieke ideeën.
Uiteindelijk moet men toch vaststellen dat Lamartines literair initiatief vrij klein was en dat zijn bekendheid als dichter op het eind van zijn leven flink was afgenomen, onder andere door de opgang van de nieuwe en meer innovatieve school dichters en schrijvers met Victor Hugo aan het hoofd die na hem kwam. Lamartine wist de sentimentaliteit van Rousseau en Chateaubriand slechts een paar stappen verder te brengen, en kan beter worden beschouwd als een van de belangrijkste overgangsfiguren van de achttiende eeuw naar de Romantiek.

## Werk
- Saül (1818)
- Méditations poétiques (1820)
- La morte de Socrate (1823). Vertaald als: De dood van Socrates[a] (1828)
- Nouvelles Méditations poétiques (1823)
- Le Dernier Chant du pèlerinage du Childe Harold (1825)
- Hymne de l'enfant à son réveil (1830). Vertaald als: Het kind by zijn ontwaken. (VII. Harmonie)[b] (1832)
- Hymne du soir dans les temples (1830). Vertaald als: Avond-hymne in Gods tempel. (Harmonie huitième)[c] (1832)
- Harmonies poétiques et religieuses (1830). Vertaald als: Harmoniën[d] (1834); Navolgingen uit A. de Lamartine[e] (1839)
- Sur la politique rationnelle (1831)
- Afscheid van Alphonse de Lamartine, bij zijn vertrek naar 't Heilig Land (1832)
- Alphonse de Lamartine aan Sir Walter Scott[f] (1832). Op omslag: Antwoord van Alphonse de Lamartine op Sir Walter Scott's afscheid van zijne lezers
- Gethsemané of de dood van Julia[g] (1835)
- Souvenirs, impressions, pensées et paysages pendant un voyage en Orient (1832-1833), ou Notes d'un voyageur (1835). Vertaald als: Herinneringen, indrukken, gedachten en tafereelen, opgedaan gedurende eene reize naar het Oosten, (1832-1833), of Aanteekeningen van een reiziger[h][i] (1835-1836)
- Jocelyn (1836). Vertaald als: Jocelijn[j] (1860)
- La chute d'un ange (1838)
- Recueillements poétiques (1839)
- Histoire des Girondins (1847). Vertaald als: Kopstukken uit de Franse Revolutie = Portraits révolutionnaires. Groningen, BoekWerk (1984) ISBN 90-71677-29-X. Nederlandse en Franse tekst
- Alphonse de Lamartine's beschouwingen over de staatkunde der rede en over de afschaffing der doodstraf. Eene bijdrage tot zijne vroegere staatkundige denkwijze[k] (1848)
- Raphaël (1849)
- Les Confidences (1849)
- L'Histoire de la révolution de 1848 (1849). Vertaald als: Geschiedenis der Fransche omwenteling van 1848[l] (1850)
- Geneviève, histoire d'une servante (1851)
- Graziella (1852)
- Les visions (1853)
- Cours familier de littérature (1856)
- La Vigne et la Maison (1856-1857)
- Le tailleur de pierres de Saint-Point (1851)
- Histoire de la Turquie (1854)
- De mensch. Aan Lord Byron[m] (1860)
- Jeanne d'Arc (1863). Vertaald als: Jeanne d'Arc, de maagd van Orleans. Haar roeping - haar strijd - haar dood op den brandstapel[n] (1864)
- Antoniella (1867). Vertaald als: Antoniëlla[o] (1867)